# Marinarozelotes malkini
Marinarozelotes malkini es una especie de araña araneomorfa del género Marinarozelotes, familia Gnaphosidae. Fue descrita científicamente por Platnick & Murphy en 1984.
Se distribuye por Rumania, Albania, Macedonia del Norte, Bulgaria, Grecia, Ucrania, Rusia (Europa, Cáucaso), Turquía, Irán y Kazajistán. El cuerpo del macho mide aproximadamente 3,38-3,58 milímetros de longitud y el de la hembra 5,88-7,97 milímetros.